# Pinto (Aguirre)
Pinto (früher: Estación Mitre) ist die Hauptstadt des Departamento Aguirre in der Provinz Santiago del Estero im nordwestlichen Argentinien. Sie liegt 245 Kilometer von der Provinzhauptstadt Santiago del Estero entfernt und ist über die Ruta Nacional 34 mit ihr verbunden. In der Klassifikation der Gemeinden der Provinz ist sie als Gemeinde der 3. Kategorie eingeteilt.

## Geschichte
Das Gründungsdatum von Pinto ist der 20. September 1890. Die Stadt trägt den Namen ihres Gründers.

## Bevölkerung
Pinto hatte im Jahr 2001 3.605 Einwohner (INDEC), das waren 51 Prozent der Bevölkerung des Departamento Aguirre.

## Städtepartnerschaft
- Pinto, Spanien